# Oskar
Oskar ist ein männlicher Vorname. Die englischsprachige Schreibweise ist Oscar, die spanische und portugiesische Óscar.

## Herkunft und Bedeutung
Zur Etymologie des Namens Oskar gibt es verschiedene Theorien:
- moderne Variante von Osgar, der wiederum von ÁsgæiRR abgeleitet wird:[1][2][3] Zusammensetzung aus den altnordischen Elementen as „Gott“, „áss“, ursprünglich wohl „Balken“ und geir „Speer“[1][4][5]
- Variante vom irischen Namen unbekannter Herkunft Oscur[2]
- Kombination aus irisch-gälisch os „Hirsch“ und carae/caraid „Freund“, „Verwandter“[1][2][3]

## Verbreitung
Der Name Oskar wurde in Kontinentaleuropa durch die Arbeit des schottischen Dichters James Macpherson (1736–1796) verbreitet. Napoleon, ein Bewunderer Macphersons, schlug den Namen Oscar als Drittnamen für seinen Patensohn vor, der schließlich als Oskar I. König von Schweden wurde.
In Deutschland war der Name ums Jahr 1900 relativ verbreitet, jedoch nicht unter den Spitzenrängen vertreten. Die Beliebtheit des Namens nahm stetig ab, bis 1940 kaum ein Junge mehr Oskar genannt wurde. Ab Mitte der 1990er Jahre stieg die Beliebtheit des Namens rapide an. Im Jahr 2021 belegte Oskar Rang 21 der beliebtesten männlichen Vornamen in Deutschland. Dabei tragen 85 % der Namensträger die Variante Oskar, nur 15 die Variante Oscar. Besonders beliebt ist der Name in Ostdeutschland.
Der Name wurde in Österreich von 1984 bis zur Jahrtausendwende regelmäßig, aber in geringem Umfang vergeben. Seitdem steigt seine Popularität stetig. Seit 2010 befindet er sich in den Top-100 und seit 2021 in den Top-50. Im Jahr 2023 belegte er Rang 36. Von 1984 bis 2023 wurde der Name etwa 2.800 Mal gewählt. In der Schweiz kommt der Name Oskar seit 1930 alljährlich in der Namensgebung vor. Besonders beliebt war er in den 1930er Jahren, in denen er lange Zeit in den Top-100 lag. Danach ging seine Popularität stetig zurück. Seit den 2010er Jahren wird der Name wieder beliebter. In den letzten 10 Jahren wurden rund 520 Jungen so genannt. Die Vergabe ist auch in Liechtenstein nachgewiesen.
Oskar ist in den Niederlanden seit 1930 alljährlich in den Hitlisten anzutreffen. Von 1930 bis 2023 wurde er etwa 1.200 Mal gewählt. In Frankreich befindet sich der Name seit Mitte der 1990er Jahre regelmäßig in den Vornamenscharts. In Belgien hat sich der Name seit 2017 in den Top-200 etabliert.
Der Name liegt in Tschechien seit 1935 fast jedes Jahr in den Top-200 der Hitlisten und seit 2008 in den Top-100. In Polen befindet sich der Name seit 2003 in den Top-30 der Hitlisten. Im Jahr 2024 belegte er Rang 24. Der Name erlebt in Slowenien seit 2002 einen Aufwärtstrend. Von Rang 88 stieg er auf Rang 9 im Jahr 2019. Seitdem liegt er stets in den Top-10. Im Jahr 2020 belegte er in Estland Rang 9.
Der Name Oskar kommt in England und Wales seit 1996 alljährlich in den Hitlisten vor. Zwischen 2008 und 2019 befand er sich durchgehend in den Top-220. In Schottland und Nordirland taucht der Name seit Mitte der 2000er Jahre jährlich in den Hitlisten auf. In den letzten 10 Jahren wurde er 250 bzw. 80 Mal vergeben. In Irland befindet sich Oskar seit 1964 jedes Jahr in den Hitlisten, er ist jedoch nur mäßig beliebt. Der Name wird in den USA seit Mitte der 1960er Jahre bei der Namenswahl berücksichtigt und seit 1980 alljährlich vergeben. In den letzten 10 Jahren wurde er circa 1.400 Mal gewählt. In Kanada kommt der Name regelmäßig in den Vornamenscharts vor, aber nur in einem geringen Volumen.
Auch in Schweden, Norwegen, Finnland und Dänemark ist der Name Oskar/Oscar sehr beliebt und findet auch immer wieder in den Königsfamilien Verwendung.
In den Niederlanden, England und Wales, Irland, Australien und Neuseeland wird die Schreibweise Oscar ebenfalls gerne vergeben.

## Varianten
- deutsch: Oskar, Oscar, Ansgar
  - althochdeutsch: Ansger, Ansigar
- englisch: Oscar
  - altenglisch: Osgar
- französisch: Oscar
- lettisch: Oskars
- litauisch: Oskaras
- niederländisch: Oscar
- polnisch: Oskar
- portugiesisch: Óscar
  - brasilianisch: Óscar, Oscar
- skandinavisch:
  - schwedisch, dänisch, norwegisch: Oskar, Asger
  - isländisch Ásgeir, Óskar
  - finnisch: Oskar, Oskari, Osku
  - altnordisch: Ásgeirr
- spanisch: Óscar
- katalanisch: Òscar
- ungarisch: Oszkár

## Namensträger

### Herrscher
- Oscar I. (1799–1859), König von Schweden und Norwegen
- Oscar II. (1829–1907), König von Schweden und Norwegen

### Vorname

#### Oskar
- Oskar Bandle (1926–2009), Schweizer Nordist und Onomastiker
- Oskar Baum (1883–1941), deutscher Schriftsteller
- Oskar Belian (1832–1918), deutscher Gutsbesitzer und Bürgermeister von Allenstein
- Oskar Beregi (Oszkár Beregi; 1876–1965), ungarischer Schauspieler der Stummfilmzeit
- Oskar von Cornberg (1855–1928), deutscher Jurist, Hofkammerpräsident im Fürstentum Reuß
- Oskar von Deuster (1835–1904), deutscher Gutsbesitzer und Politiker
- Oskar Dirlewanger (1895–1945), deutscher SS-Führer
- Oskar Maurus Fontana (1889–1969), österreichischer Schriftsteller
- Oskar Maria Graf (1894–1967), deutscher Schriftsteller
- Oskar Icha (1886–1945), österreichischer Bildhauer
- Oskar Karlweis (1894–1956), österreichischer Schauspieler
- Oskar Karstedt (1884–1945), deutscher Geograph, Kolonial- und Ministerialbeamter
- Oskar Kaufmann (1873–1956), ungarischer Architekt
- Oskar Ketelhut (* 1963), deutscher Schauspieler und Hörspielsprecher
- Oskar Köhler (1861–1930), deutscher Gutsbesitzer und Politiker
- Oskar Köhler (1909–1996), deutscher katholischer Historiker
- Oskar Kokoschka (1886–1980), österreichischer Maler
- Oskar Kollbrunner (1895–1932), Schweizer Schriftsteller
- Oskar Lafontaine (* 1943), deutscher Politiker
- Oskar Lange (1904–1965), polnischer Wirtschaftswissenschaftler und Politiker
- Oskar Langner (1923–2007), deutscher Jockey und Galopprennsport-Trainer
- Oskar Lenz (1848–1925), deutsch-österreichischer Afrikaforscher, Mineraloge und Geologe
- Oskar Loerke (1884–1941), deutscher Dichter
- Oskar Löwenstein (1897–1943), tschechischer Filmingenieur
- Oskar Löwenstein de Witt (1926–2004), deutscher Verfolgter des Nationalsozialismus und Autor
- Oskar Mey (1867–1942), deutscher Textilindustrieller
- Oskar von Miller (1855–1934), deutscher Ingenieur und Museumsgründer
- Oskar Moll (1875–1947), deutscher Maler
- Oskar Negt (1934–2024), deutscher Soziologe und Sozialphilosoph
- Oskar Øksnes (1921–1999), norwegischer Politiker
- Oskar Panizza (1853–1921), deutscher Schriftsteller
- Oskar Peithner von Lichtenfels (1852–1923), österreichischer Mathematiker und Hochschullehrer
- Oskar Peterlini (* 1950), deutschsprachiger italienischer Politiker aus Südtirol
- Oskar Picht (1871–1945), deutscher Erfinder
- Oskar von Reichenbach (1815–1893), deutscher Politiker und Schriftsteller
- Oskar von Reichenbach (1848–1922), deutscher Offizier, Generalleutnant
- Oskar Reinhart (1885–1965), Schweizer Kunstsammler
- Oskar Rosenfelder (1878–1950), deutscher Papierfabrikant, Erfinder der Papiertaschentücher Tempo
- Oskar Rosi (1922–2010), deutscher Künstler
- Oskar Roth (1933–2019), deutscher Basketball- und Handballspieler
- Oskar Saier (1932–2008), deutscher Geistlicher, Erzbischof von Freiburg
- Oskar Schindler (1908–1974), deutschmährischer Unternehmer
- Oskar Schlemmer (1888–1943), deutscher Maler
- Oskar Siebert (1923–2009), deutscher Musiker und Komponist
- Oskar Sima (1896–1969), österreichischer Schauspieler
- Oskar Steinbach (1913–1937), deutscher Motorradrennfahrer
- Oskar Walzel (1864–1944), österreichischer Literaturwissenschaftler
- Oskar Werner (1922–1984), österreichischer Schauspieler

#### Oscar
- Oscar Aravena (* 1978), chilenischer Fußballspieler
- Oscar Benton (1949–2020), niederländischer Sänger
- Oscar Besemfelder (1893–1965), deutscher Lautenist und Sänger
- Oscar Bronner (* 1943), österreichischer Zeitungsherausgeber
- Oscar Lee Bradley (≈1910–?), US-amerikanischer Schlagzeuger
- Oscar Cullmann (1902–1999), französischer evangelischer Theologe und Hochschullehrer
- Oscar Goerke (1883–1934), US-amerikanischer Radrennfahrer
- Oscar Heiler (1906–1995), deutscher Schauspieler und Komiker
- Oscar Hijuelos (1951–2013), US-amerikanischer Schriftsteller
- Oscar Lloyd (* 1997), britischer Schauspieler
- Oscar Antonio Montes (1924–2012), argentinischer Militär und Politiker
- Oscar Müller (1921–2003), deutscher Schauspieler, Moderator und Sänger
- Oscar Näumann (1876–1937), deutscher Kunstturner
- Oscar Niemeyer (1907–2012), brasilianischer Architekt
- Oscar Orth (1876–1958), deutscher Chirurg und Klinikleiter
- Oscar Peterson (1925–2007), kanadischer Jazzpianist
- Oscar Pettiford (1922–1960), US-amerikanischer Jazzmusiker
- Oscar Piastri (* 2001), australischer Formel-1-Fahrer
- Oscar Pistorius (* 1986), südafrikanischer Sprinter
- Oscar Richter (1823–1905), deutscher Kaufmann, Unternehmer in St. Petersburg
- Oscar Ruggeri (* 1962), argentinischer Fußballspieler
- Oscar dos Santos Emboaba Júnior (* 1991), brasilianischer Fußballspieler
- Oscar Luigi Scalfaro (1918–2012), italienischer Politiker, Präsident 1992 bis 1999
- Oscar Schneider (1927–2024), deutscher Politiker (CSU)
- Oscar Straus (1870–1954), österreichischer Komponist
- Oscar Traynor (1886–1963), irischer Revolutionär und Politiker
- Oscar Wendt (* 1985), schwedischer Fußballspieler
- Oscar Wiklöf (* 2003), finnischer Fußballspieler
- Oscar Wilde (1854–1900), irischer Schriftsteller
- Oscar Wills, eigentlicher Name von TV Slim (1916–1969), US-amerikanischer Sänger

#### Óscar
- Óscar Cortés (Fußballspieler, 1968) (* 1968), kolumbianischer Fußballspieler
- Óscar Cortés (Fußballspieler, 2003) (* 2003), kolumbianischer Fußballspieler
- Óscar Espinosa Chepe (1940–2013), kubanischer Ökonom, Diplomat und Dissident
- Óscar García Junyent (* 1973), spanischer Fußballspieler und -trainer
- Óscar Osvaldo García Montoya (* 1974/75), mutmaßlicher mexikanischer Verbrecher
- Óscar López (1939–2005), kolumbianischer Fußballspieler
- Óscar Nebreda (* 1945), spanischer Comicautor
- Óscar Romero (1917–1980), salvadorianischer Geistlicher, Erzbischof von El Salvador
- Óscar Tabárez (* 1947), uruguayischer Fußballspieler und -trainer
- Óscar Ustari (* 1986), argentinischer Fußballspieler

#### Oszkár
- Oszkár Asbóth (1891–1960), ungarischer Ingenieur und Luftfahrtpionier
- Oszkár Demján (1891–1914), ungarischer Schwimmer
- Oszkár Gerde (1883–1944), ungarischer Fechter und Kampfrichter
- Oszkár Jászi (1875–1957), ungarischer Schriftsteller, Politiker und Soziologe

### Künstlername
- Oskar (Zeichner) (bürgerlich Hans Bierbrauer) (1922–2006), deutscher Zeichner, Karikaturist und Maler
- Oskar vom Pferdemarkt (bürgerlich Fritz Krüger) (1902–1969), Hamburger Stadtoriginal

### Kunstfiguren
- Der bedeutende US-amerikanischer Filmpreis, die Academy Awards of Merit, je eine goldfarbene Statue, trägt eine Variante des Namens, Oscar, bzw. die Oscars, als ihre umgangssprachliche Bezeichnung.
- Oskar Matzerath, Hauptfigur des Romans Die Blechtrommel von Günter Grass
- Oscar aus der Mülltonne, Figur der US-amerikanischen Fernsehserie Sesamstraße
- Oscar Francois de Jarjayes, Hauptfigur der Mangareihe Lady Oscar, Die Rosen von Versailles von Riyoko Ikeda
- Oskar, eine Comicfigur von Cefischer
- Oskar, der freundliche Polizist, eine Zeichenfigur von Otto Schwalge

## Tiernamen
- Oscar, die Bordkatze der Bismarck
- Oscar (bionische Katze), erste Katze mit bionischen Prothesen
- Oscar (Therapiekatze), Therapiekatze, im Steere House Nursing and Rehabilitation Center in Providence, Rhode Island